# إرميغوا
بلدية إرميغوا (بالإسبانية: Hermigua) هي بلدية تقع في مقاطعة سانتا كروث دي تينيريفه التابعة لمنطقة جزر الكناري جنوب غرب إسبانيا.

## الديموغرافيا
بلغ عدد سكان بلدية إرميغوا 2.232 نسمة عام 2011 (وفقاً للمعهد الوطني للإحصاء الإسباني).
| 2.150 | 2.106 | 2.151 | 2.142 | 2.170 | 2.203 | 2.232 |